# Tylophora congesta
Tylophora congesta är en oleanderväxtart som beskrevs av Joseph Decaisne. Tylophora congesta ingår i släktet Tylophora och familjen oleanderväxter. Inga underarter finns listade i Catalogue of Life.